# Плателяйское староство
Плателяйское староство (лит. Platelių seniūnija) — одно из 11 староств Плунгеского района, Тельшяйского уезда Литвы. Административный центр — местечко Плателяй.

## География
Находится на западе Литвы, в северо-западной части Плунгеского района, на Жемайтской возвышенности. Западная часть староства расположена на Западно-Жемайтском плато, а центральная и восточная на Жемайтской водораздельной гряде.
Граничит с Шатейкяйским и Бабрунгским староствами на юге, Паукштакяйским — на юго-востоке, Жемайчю-Калварийским — на востоке, Имбарским староством Кретингского района — на западе, а также Нотенайским и Барстичяйским староствами Скуодасского района — на севере.
Общая площадь Плателяйского староства составляет 13 650 гектар, из которых: 53 % занимают сельскохозяйственные угодья, 36 % — леса, 11 % — водная поверхность и прочее.

## Население
Плателяйское староство включает в себя местечко Плателяй и 23 деревни.